# SHY Martin
Sara Hjellström, mer känd som SHY Martin, född 5 november 1993 i Lerdala, är en svensk artist och låtskrivare. Hon slog igenom våren 2016 med låten "The Ocean" som toppade listorna i Sverige, och nådde topp 20 i Australien, Danmark, Österrike, Finland, Nederländerna, Norge och Schweiz. "The Ocean" skrevs av Hjellström tillsammans med Mike Perry och med låtskrivarkollegan Nirob Islam, mer känd som SHY Nodi. SHY Nodi är andra halvan av låtskrivar-duon "SHY" tillsammans med SHY Martin. Hon har även varit en del av det svenska bandet Södra Station.
SHY Martin släppte sin egen debutsingel "Good Together" den 10 november 2017 genom BLNK Music.

## Biografi
När Hjellström var 12 år blev hon sångare och gitarrist i ett rockband, Browsing Collection, som hon var en del av fram till 17 års ålder. Under sitt andra år på musikgymnasiet blev hon kontrakterad som artist till EMI.
Efter att hon tog studenten från gymnasiet fortsatte Hjellström att studera musik på den svenska låtskrivar- och musikbranschskolan Musikmakarna i Örnsköldsvik. Det var även där som hon träffade Nirob Islam (SHY Nodi) och som hon under det andra året av studier bildade låtskrivarduon "SHY" med. Det var tillsammans med SHY Nodi som hon kom att skriva låtar som: All We Know - The Chainsmokers ft. Phoebe Ryan och The Ocean - Mike Perry.
Hjellström är tillsammans med andra kvinnliga låtskrivar-kollegor en del av projektet “Equalizer Project” med Max Martin, Spotify och Musikförläggarna i fronten.
SHY Martin och SHY Nodi vann Grand Prize (International success) på 2017 års Denniz Pop Awards, hederspriset för bästa framgång under året.
SHY Martin uppträdde tillsammans med Matoma under Nobels fredpriskonsert i Oslo 2017 då hon sjöng låten "Slow" istället för Noah Cyrus som är originalsångerskan på låten.
Under 2017 års Musikförläggarnas pris var SHY Martin nominerad i 3 olika kategorier och hon tog hem 2 av 3 priser som hon var nominerad till.

## Diskografi

### Släpp
| År   | Titel Album         | Listplac.    | Information              |
| År   | Titel Album         | SWE          | Information              |
| ---- | ------------------- | ------------ | ------------------------ |
| 2017 | "Good Together"     | 79 (1 vecka) | Släppt: 10 november 2017 |
| 2017 | "A Little Longer"   |              | Släppt: 2 juni 2017      |
| 2018 | "Bad in Common"     |              | Släppt: 23 mars 2018     |
| 2018 | "Lose You Too"      |              | Släppt: 27 juli 2018     |
| 2018 | "Overthinking" (EP) |              | Släppt: 7 december 2018  |

### 2016
- The Ocean - Mike Perry
- Summer Love - FO&O
- Perfect Touch - Josh Philips
- 5000 Volt - Södra Station
- Glad Då - Södra Station
- Hatar att jag saknar dig - Södra Station
- Bara du som ser mig - Södra Station
- Inget kan ta slut nu - Södra Station
- Is it over - Disco Fries
- All we know - The Chainsmokers
- Parachute - Galavant
- Reflections - Dimitri Vangelis & Wyman
- You on repeat - Jeremy Folderol
- Taped up heart - KREAM feat. Clara Mae
- Nothing Like Them - Tritonal

### 2017
- Bloodstream - Astrid S
- First Time - Kygo feat. Ellie Goulding[11].
- 16 - Södra Station
- Raincoat - Timeflies feat. SHY Martin
- A little longer - KIDDO feat. SHY Martin & Sid Rosco
- Mer av mig - Södra Station
- APK - Södra Station
- Kläderna på golvet - Södra Station
- DVD - Södra Station
- (Not) The one - Bebe Rexha [12].
- Sucker for you - Matt Terry [13].

### 2018
- Know this love - KREAM feat. Litens [14].
- Us - Julie Bergan [15].
- I wanna know - NOTD feat. Bea Miller [16].
- Good Vibes - Alma feat. Tove Styrke [17].
- Feg - Södra Station [18].
- Bad in common - SHY Martin [19].

## Priser och nomineringar
| Utmärkelser | Utmärkelser             | Utmärkelser                         | Utmärkelser              | Utmärkelser |
| År          | Givare                  | Kategori                            | Mottagare/Nominerat verk | Resultat    |
| ----------- | ----------------------- | ----------------------------------- | ------------------------ | ----------- |
| 2016        | Ted Gärdestadstipendiet | Årets stipendiater                  | Södra Station            | Vinst       |
| 2016        | Denniz Pop Awards       | Rookie Artist/Band                  | Södra Station            | Nominerad   |
| 2017        | P3 Guld                 | Årets Pop                           | Södra Station            | Nominerad   |
| 2017        | P3 Guld                 | Årets Låt                           | The Ocean                | Nominerad   |
| 2017        | Grammis                 | Årets Låt                           | The Ocean                | Nominerad . |
| 2017        | Denniz Pop Awards       | Grand Prize (International success) | SHY Martin & SHY Nodi    | Vinst .     |
| 2017        | Musikförläggarnas pris  | Årets genombrott                    | SHY Martin & SHY Nodi    | Vinst       |
| 2017        | Musikförläggarnas pris  | Årets internationella framgång      | SHY Martin & SHY Nodi    | Nominerad   |
| 2017        | Musikförläggarnas pris  | Årets mest streamade låt            | The Ocean                | Vinst .     |